# Sulbiate
Sulbiate ist eine norditalienische Gemeinde (comune) mit 4504 Einwohnern (Stand 31. Dezember 2023) in der Provinz Monza und Brianza in der Lombardei. Die Gemeinde liegt etwa 14 Kilometer nordwestlich von Monza am Parco Rio Vallone und grenzt unmittelbar an die Provinz Lecco.

## Geschichte
998 wird der Ort Sebeate erwähnt, dessen Name sich bis ins 13. Jahrhundert in Subiate und später, ab dem 16. Jahrhundert, in Sulbiate wandelt. Sehenswert sind die noch auf alten Fundamenten errichteten Kirchen des heiligen Ambrosius und des heiligen Antonius. Das Castello Lampugnani wurde im 15. Jahrhundert errichtet; erhalten ist es jedoch kaum. Letzteres gilt auch für die Villa Baraggia aus dem 18. Jahrhundert.

## Söhne und Töchter
- Luigi Stucchi (1941–2022), katholischer Geistlicher, Weihbischof in Mailand